# Deutsches Sprachdiplom

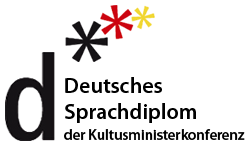
DSD-Logo

Das Deutsche Sprachdiplom der Kultusministerkonferenz (kurz: Deutsches Sprachdiplom oder DSD) ist eine Sprachprüfung für Deutsch als Fremdsprache oder Deutsch als Zweitsprache, die nach mehrjährigem schulischen Deutschunterricht abgelegt werden kann. Sie wird (Stand 2025) weltweit von rund 80.000 Prüflingen in 70 Staaten jährlich abgelegt, im Schwerpunkt von Schülern im Alter zwischen 14 und 19 Jahren. Das Deutsche Sprachdiplom Stufe I (GeR-Stufe A2/B1) bildet für Ausländer die sprachliche Voraussetzung für den Besuch eines Studienkollegs in Deutschland, das Deutsche Sprachdiplom Stufe II (GeR-Stufe B2/C1) die sprachliche Voraussetzung für den Besuch einer deutschen Hochschule. Die Bezeichnung Deutsches Sprachdiplom der Kultusministerkonferenz wird sowohl für das Programm wie auch für das durch die erfolgreich bestandene Prüfung erworbene Diplom verwendet.

## Unterschiede zu anderen Prüfungen im Bereich Deutsch als Fremdsprache
Der zentrale Unterschied des Deutschen Sprachdiploms der Kultusministerkonferenz zu anderen Sprachzertifikaten im Bereich Deutsch als Fremdsprache oder Deutsch als Zweitsprache besteht in seiner schulischen Einbindung. Ansatz des Deutschen Sprachdiploms ist nicht die Zertifizierung im Sinne eines „Teaching for the test“, sondern ein systematischer Kompetenzaufbau durch mehrjährigen Schulunterricht. Im Unterschied zu vielen anderen Sprachzertifikaten ist die Teilnahme an der Sprachprüfung nicht mit Prüfungsgebühren verbunden und nur nach Durchlaufen mehrjährigen schulischen Deutschunterrichtes möglich. Sowohl im Unterricht des DSD-Programms wie auch bei der Testerstellung und Testauswertung sind in der Regel hauptamtliche und zumeist beamtete Lehrer aus dem Schuldienst der Bundesländer beteiligt. Da das Deutsche Sprachdiplom durch die für Bildung und Kultur in Deutschland zuständige Kultusministerkonferenz herausgegeben wird, kommt dem DSD-Programm und der Zertifizierung eine gegenüber anderen Anbietern im nichtschulischen Bereich besondere Bedeutung zu, die sich unter anderem in seiner Anerkennung widerspiegelt.

## Geschichte und Zuständigkeiten
Am 16. März 1972 hatte die Kultusministerkonferenz beschlossen, ein „Deutsches Sprachdiplom“ zu schaffen, das seit 1974 angeboten wird. Mitte der 1970er Jahre beliefen sich die weltweiten Teilnehmerzahlen auf etwa 500 bis 1000 Prüflinge jährlich, für 1995 sind 7500 Absolventen dokumentiert, im Jahr 2000 nahmen 14000 Schüler teil. 2007 wurde das Deutsche Sprachdiplom an die Stufen des Gemeinsamen europäischen Referenzrahmens für Sprachen angepasst, die erworbenen Teilkompetenzen werden auf den Zertifikaten zwischenzeitlich entsprechend ausgewiesen.
Die operative Umsetzung des von der Kultusministerkonferenz verliehenen Deutschen Sprachdiploms liegt beim Zentralen Ausschuss für das Deutsche Sprachdiplom. Diesem gehören Vertreter der Bundesländer und des Bundes an, da das Auslandsschulwesen in gemischter Zuständigkeit des Bundes (Auswärtige Kultur- und Bildungspolitik) und der Länder (Kulturhoheit) liegt. Entsprechend dieser Zuständigkeiten ist der Zentrale Ausschuss mit drei Ländervertretern und drei Bundesvertretern besetzt. Die Ländervertreter stammen gegenwärtig aus Hessen, Bayern und Rheinland-Pfalz. Die Bundesvertreter gehören dem Auswärtigen Amt sowie der Zentralstelle für das Auslandsschulwesen im Bundesverwaltungsamt an. Vorsitzender des Zentralen Ausschusses ist seit 2013 der bayerische Ministerialbeamte Thomas Mayer. Aufgabe des Zentralen Ausschusses ist die Gesamtleitung und Steuerung des Deutschen Sprachdiploms, einschließlich der Zulassung von Schulen und Prüflingen zum Deutschen Sprachdiplom. Der Zentrale Ausschuss wacht darüber hinaus über die Einhaltung der Prüfungsordnung und Ausführungsbestimmungen. Ihm obliegt zudem die Qualitätssicherung über das gesamte DSD-Programm weltweit.
In den Anfangsjahren wurden die weltweit zur Anwendung gebrachten Prüfungssätze durch Vertreter einzelner Bundesländer entwickelt, die gesamte Administration erfolgte durch das Sekretariat der Kultusministerkonferenz. Mit zunehmender Ausweitung der teilnehmenden Schülerinnen und Schüler erfolgte eine teilweise Übernahme von Zuständigkeiten an die im Bundesverwaltungsamt angesiedelte Zentralstelle für das Auslandsschulwesen. Das Sekretariat der Kultusministerkonferenz stellt nach wie vor das Prüfungsbüro und die Geschäftsführung des Zentralen Ausschusses für das Deutsche Sprachdiplom und bildet die Schnittstelle zwischen den Gremien der KMK auf der Länderseite und den Institutionen auf der Bundesseite.

## Verbreitung
Das DSD wird (Stand 2019) an über 800 Schulen in rund 60 Ländern angeboten. Hierunter befinden sich neben vielen Deutschen Auslandsschulen vor allem ausländische Bildungseinrichtungen aus dem staatlichen oder privaten Bereich. Unter den jährlich 50.000 Prüflingen befinden sich dabei allein knapp 30.000 Schülerinnen und Schüler französischer Schulen, die am DSD I teilnehmen.
Beginnend mit Hamburg (2010) wird das DSD I seit wenigen Jahren auch im Rahmen der schulischen Erstintegration für zugewanderte Schülerinnen und Schüler in Deutschland angeboten. Das DSD I wird dabei in den ersten Jahren nach der Zuwanderung in sogenannten „Vorbereitungsklassen“ abgelegt, die auf den Regelunterricht vorbereiten. Teilnehmende Bundesländer sind neben Hamburg auch Bayern, Berlin, Brandenburg, Bremen, Hamburg, Hessen, Mecklenburg-Vorpommern, Niedersachsen, Nordrhein-Westfalen, Rheinland-Pfalz, Schleswig-Holstein und Thüringen.

## Deutsches Sprachdiplom, Stufe I
Die Kultusministerkonferenz veranschlagt bis zur Erlangung des Deutschen Sprachdiploms Stufe I (DSD I) im Regelfall ca. 600 bis 800 Stunden Deutschunterricht à 45 Minuten. In der Prüfung zum DSD I müssen analog zum DSD II Kompetenzen in den Bereichen Mündliche Kommunikation, Schriftliche Kommunikation, Hörverstehen und Leseverstehen nachgewiesen werden, es existieren Bestehensgrenzen. Nach der Rahmenordnung über Deutsche Sprachprüfungen für das Studium an deutschen Hochschulen (RO-DT) gilt das DSD I als sprachliche Zugangsvoraussetzung für Studienkollegs.

## Deutsches Sprachdiplom, Stufe II
Das Ablegen des Deutschen Sprachdiploms Stufe II (DSD II) ist im Individualfalle unabhängig davon, ob bereits ein DSD I erworben wurde. Die Teilkompetenzen Mündliche Kommunikation, Schriftliche Kommunikation, Hörverstehen und Leseverstehen werden hier auf B2/C1-Niveau nach mehrjährigem schulischen Unterricht geprüft. Bis zur Erlangung des DSD II veranschlagt die Kultusministerkonferenz ca. 800 bis 1.200 Stunden Deutschunterricht, ebenfalls à 45 Minuten. Das DSD II wird nach der Rahmenordnung über Deutsche Sprachprüfungen für das Studium an deutschen Hochschulen (RO-DT) als sprachliche Zugangsvoraussetzung für Hochschulen anerkannt. Hochschulen erkennen das DSD II als sprachliche Zugangsvoraussetzung für ausländische Studieninteressierte an, wenn die auf dem DSD-Diplom ausgewiesenen Kompetenzen den Studienanforderungen an der Hochschule oder dem konkreten Studiengang entsprechen. Im Falle bestandener Prüfung (mit dem Sprachniveau B2 oder höher) wird das Zeugnis erstellt und dem Prüfling ausgehändigt.